# Liars
I Liars sono una rock-band statunitense formata a New York nel 2000.

## Storia
Il gruppo è stato fondato da Angus Andrew (voce e chitarra) e Aaron Hemphill (chitarra, moodswinger, percussioni); la prima line-up comprendeva anche Pat Noecker (basso) e Ron Albertson (batteria). La musica contenuta nell'album di debutto, They Threw Us All in a Trench and Stuck a Monument on Top, è essenzialmente punk rock ispirato da gruppi storici come Gang of Four e Pop Group.
Dopo un cambio di formazione (Albertson e Noecker vengono estromessi; si unisce alla band il batterista Julian Gross), la band registra e pubblica nel 2004 They Were Wrong, So We Drowned, concept album sulla stregoneria, dando una decisa svolta al proprio sound, adesso influenzato dal noise e dalla new wave più free-form, di gruppi come This Heat, Einstürzende Neubauten, Throbbing Gristle e The Birthday Party di Nick Cave. L'album del 2006, Drum's Not Dead, concept basato sulle figure di Drum e di Mt. Heart Attack, ha un sound' ancora più ricco, basato sulle percussioni, vena improvvisativa alla Can, e su linee vocali influenzate da quelle di Thom Yorke dei Radiohead.
Dal 2004, i componenti del gruppo risiedono e lavorano a Berlino.
Il 2007 è l'anno di Liars, omonimo album in uscita il 28 agosto. Il lavoro è decisamente più eterogeneo dei precedenti e mostra una magnifica abilità compositiva.
Il quinto album in studio dei tre newyorkesi è Sisterworld e vede la luce il 9 marzo 2010. L'album è stato scritto e registrato a Los Angeles con il produttore Tom Biller. Agli inizi di novembre sul loro Myspace ufficiale comparve un link a www.thesisterworld.com, dove Scissor, prima traccia di Sisterworld fu resa disponibile per il download gratuito e lo streaming. È stata anche realizzata un'extended version dell'album contenente remix composti da Thom Yorke, TV on the Radio, Bradford Cox (Deerhunter), Melvins e altri.
Il 4 giugno 2012 (5 giugno 2012 negli Stati Uniti esce, ancora per Mute Records, il sesto album della band: WIXIW (pronunciato Wish You).
Il 13 gennaio 2014 esce il nuovo singolo Mess On A Mission e viene annunciato il titolo del nuovo album Mess, uscito in marzo per Mute Records.

## Discografia

### Album studio
| Titolo                                                    | Anno di pubblicazione | Etichetta   |
| They Threw Us All in a Trench and Stuck a Monument on Top | 2002                  | Blast First |
| They Were Wrong, So We Drowned                            | 2004                  | Mute        |
| Drum's Not Dead                                           | 2006                  | Mute        |
| Liars                                                     | 2007                  | Mute        |
| Sisterworld                                               | 2010                  | Mute        |
| WIXIW                                                     | 2012                  | Mute        |
| Mess                                                      | 2014                  | Mute        |
| TFCF                                                      | 2017                  | Mute        |
| [[ 1/1 [Original Soundtrack] ]]                           | 2018                  | Mute        |
| The Apple Drop                                            | 2021                  | Mute        |

### Singoli ed EP
| Titolo                                                        | Anno di pubblicazione | Etichetta                            |
| Fins To Make Us More Fish-Like                                | 2002                  | Blast First                          |
| Atheist, Reconsider (split Oneida)                            | 2002                  | Arena Rock Recordings                |
| We No Longer Knew Who We Were                                 | 2002                  | Hand Held Heart, Sound Virus         |
| Yeah Yeah Yeahs Liars (split Yeah Yeah Yeahs)                 | 2003                  |                                      |
| There's Always Room on the Broom                              | 2004                  | Mute                                 |
| We Fenced Other Garden with the Bones of Our Own              | 2004                  | Mute                                 |
| It Fit When I Was a Kid                                       | 2005                  | Mute                                 |
| The Other Side of Mt. Heart Attack                            | 2006                  | Mute                                 |
| Keep Mother - Volume 4 (split Gerry Mitchell & Little Sparta) | 2006                  | Fire Records                         |
| Plaster Casts Of Everything                                   | 2007                  | Mute                                 |
| House Clouds                                                  | 2007                  | Mute                                 |
| Leopard On My Right 7" Plus 4 Song DVD Video                  | 2007                  | Heartfast                            |
| Liars + No Age (split No Age)                                 | 2008                  | Hand Held Heart, Post Present Medium |